# Данвич (Квинсленд)
Да́нвич (англ. Dunwich) — небольшой город на западе острова Северный Страдброк, юго-восточное побережье Квинсленда, Австралия. Впервые на месте города европейцы основали поселение в 1827 году. В 2016 году население города составляло 864 человека.

## География
Данвич находится на западной стороне острова Северный Страдброк. С материком связан автомобильным паромом.

## Демография
В 2011 году население города составило 883 человека (48,1 % женщин и 51,9 % мужчин). Средний возраст населения Данвича составлял 39 лет, по сравнению с 37 по всей Австралии. 86,2 % населения города родились в Австралии. Другие родились в Новой Зеландии (3,8 %), Великобритании (2,4 %) и Индии (0,7 %).